# Gyalideopsis altamirensis
Gyalideopsis altamirensis är en lavart som beskrevs av Lücking & Umaña. Gyalideopsis altamirensis ingår i släktet Gyalideopsis och familjen Gomphillaceae.   Inga underarter finns listade i Catalogue of Life.